# ترخینه

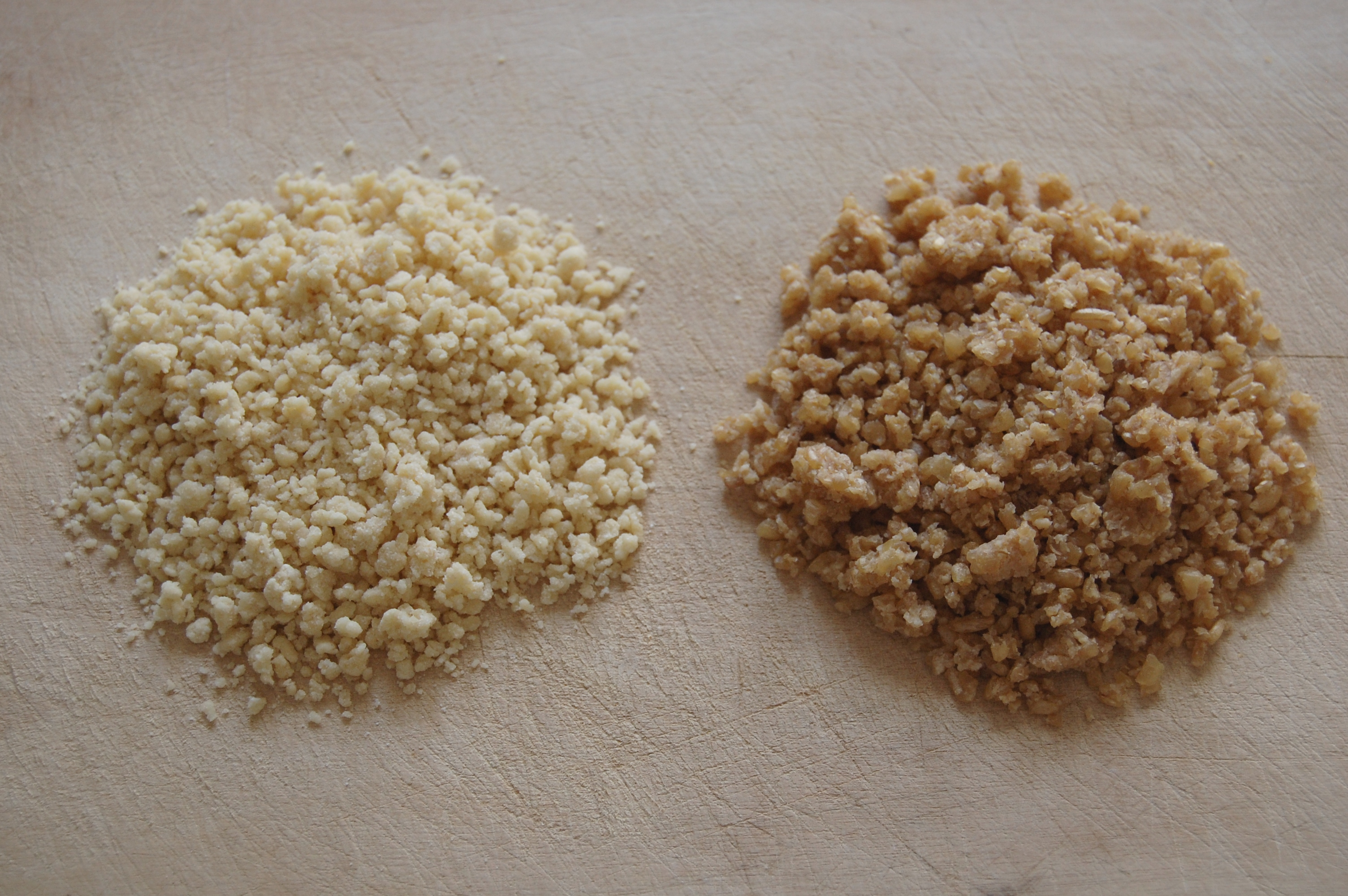
دو نوع ترخینه، ترخینه با دوغ (و کمی کره) (چپ)، ترخینه با درصد گندم بیشتر که در کرت یونان مرسوم است. (راست)

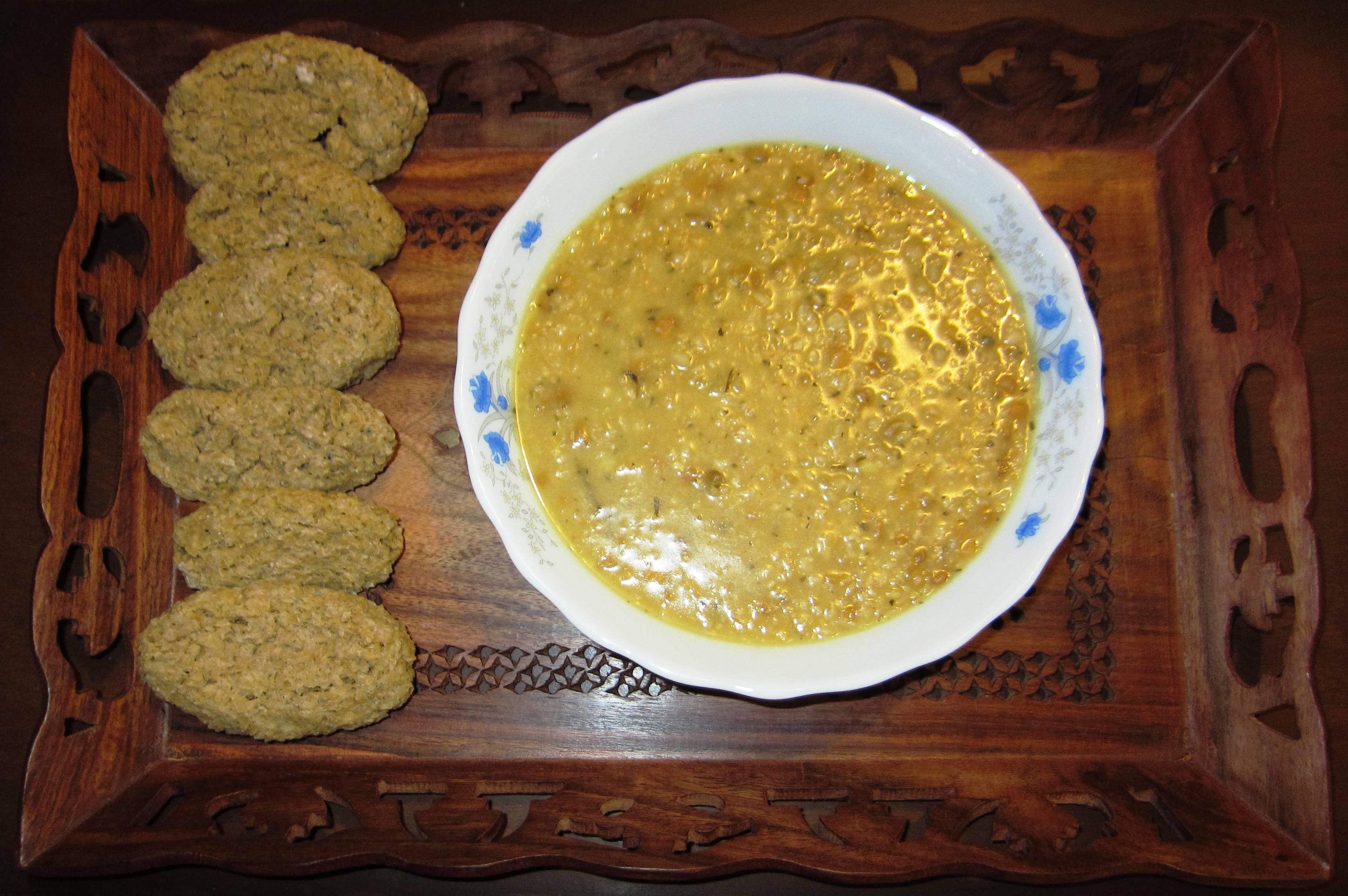
ترخینه ملایر، سمت چپ ترخینه جامد و سمت راست ترخینه آماده سرو

ترخینه (به لری: کشکینه، به کردی: ته‌رخینه، ته‌رخنه، ته‌رخوانه و یا دوینه Terxîne/Terxin e/Terxwane،، به ترکی Tarhana، به یونانی trachanas/trahanas،trahana، به آلبانیایی трахана/тархана، به بلغاری، به مصری kushuk، به عربی عراق kishk)، غذایی نیمه‌آماده است که از گندم و دوغ یا شیر تخمیرشده به دست می‌آید و در استان‌های لرستان، کرمانشاه، کردستان، ایلام، مرکزی، همدان و آذربایجان غربی مورد استفاده قرار می‌گیرد. علاوه بر این ترخینه در میان کُردهای عراق، ترکیه و سوریه، و همچنین در میان مردم ارمنی در ارمنستان و نیز مردم یونانی کشورهای یونان، قبرس، آلبانی، بلغارستان و برخی مناطق عراق و مصر نیز رواج دارد. 
این غذا از خیساندن بلغور گندم یا جو در دوغ ترش به مدت ۱۰ روز تهیه می‌شود. در روش دیگر بلغور را به مدت چند ساعت در دوغ می‌پزند. پس از این مدت قطعاتی از این مخلوط خمیرمانند را گلوله کرده و پس از افزودن گیاهان بومی مانند شلغم و پونه، آن را در برابر آفتاب خشک می‌نمایند یا در تنورهای مخصوص حرارت می‌دهند. در برخی مناطق تکه‌های خشک ترخینه را با افزودن حبوبات، سبزی و پیاز به‌عنوان آش آماده می‌کنند. 
ترخینه را می‌توان یکی از اولین غذاهای نیمه‌آماده شناخت. آش ترخینه در میان کرد و لر و استان‌های همدان و مرکزی پخته می‌شود و برای آن در ادبیات شفاهی مردم لُر و کُرد شعرهای فولکلوریک نیز سروده شده‌است. ادعا می‌شود که این غذا به علت داشتن آنتی‌بیوتیک طبیعی در بهبود  سرماخوردگی سودمند است.

## تاریخچه
نخستین اشاره به ترخینه در منابع تاریخی مربوط به زمخشری است که در لغت‌نامه‌اش در سدۀ ۱۱ میلادی از ترخنه نام برده‌است. پس از آن در سدۀ ۱۳ میلادی در دانشنامه جهانگیری از این خوراک با نام ترخینه یاد شده‌است. 

## روش تهیه
در سراسر منطقۀ زاگرس، پس از پایان فصل برداشت گندم، کار تهیۀ آذوقه برای زمستان آغاز می‌شود. تهیۀ ترخینۀ خشک در اواخر فصل تابستان انجام و برای زمستان ذخیره می‌شود. برای تهیۀ ترخینه، در ابتدا گندم پخته می‌شود و سپس جلوی آفتاب پهن می‌شود تا به‌طور کامل خشک شود. پس از آنکه گندم‌ها خشک شدند، باید آن‌ها را آسیاب کرد تا نیم‌دانه شوند. سپس باید گندم‌های خردشده را در دوغ کاملاً غلیظ و فرآوری‌شده‌ای که از مشک بیرون آورده‌اند ریخت و چند روز نگاه داشت تا به‌خوبی خیس بخورد. به‌طور کلی ترخینه به دو شکل مصرف می شود؛ روش اول این است که مادۀ آماده‌شده رقیق شده و به شکل یک نوشیدنی بسیار خنک مصرف می‌شود، در روش دوم مادۀ عمل‌آمده خشک می‌شود. در مرحلۀ خشک کردن نهایی، پونه‌های خوش‌عطر خودرو از نزدیک چشمه‌ها جمع‌آوری شده و روی یک پارچۀ تمیز پهن می‌شود. سپس ترخینه که به شکل یک مادۀ خمیری درآمده، گلوله گلوله شده و روی پونه‌ها چیده می‌شود. گلوله‌های ترخینه باید چند روز در برابر تابش آفتاب قرار داشته‌باشد تا به‌طور کامل خشک شود.

## انواع ترخینه
در مناطق مختلف بسته به ذائقۀ مردم آن منطقه روش‌های مختلفی برای تولید ترخینه وجود دارد. در مناطق مختلف استان کرمانشاه سبزی‌های معطر مانند شوید، پونه، نعنا، رازیانه و حتی سیاه‌دانه به ترخینه اضافه می‌شود و بدین دلیل ترخینۀ هر منطقه منحصربه‌فرد و از ترخینۀ مناطق دیگر قابل تشخیص است.
در استان مرکزی ترکیبات چاشنی‌هایی مثل گوجه و گل زرد همراه با گندم پخته شده و خشک می‌شود. ترخینۀ خشک‌شده و آماده برای سریع‌تر پخته شدن این آش استفاده می‌شود.
یکی از گونه‌های ترخینه شلم نامیده می‌شود. در منطقۀ دالاهو به جای دوغ از عصارۀ انگور، به، گوجه و موادی مانند آن استفاده می‌شود. عصارۀ این میوه‌ها هفت روز می‌ماند تا ترش شود. سپس با گندم‌های نیم‌کوب‌شده مخلوط شده و هفت روز دیگر می‌ماند و در نهایت مانند ترخینۀ معمولی خشک می‌شود.

## مصرف

نوعی از ترخینه جامد که در مناطق غربی ایران رایج است.

ترخینه به شکل آش یا سوپ بیشتر در روزهای زمستانی پخته می‌شود. برای طبخ آش ترخینه، چند تکه ترخینۀ خشک در آب ریخته شده و می‌پزد. افزودن انواع حبوبات، سبزیجات خشک، زردچوبه و پیاز داغ به آن اختیاری است. ترخینه باید به خوبی بپزد، به‌گونه‌ای که قطعات خشک به‌خوبی از هم باز شده و دوغ آن بهتر در غذا پخش می‌شود.
در برخی مناطق سبزی و حبوبات را در همان ابتدای پخت با دوغ به ترکیبات ترخینه خشک اضافه می‌کنند.

### آش ترخینه
آش ترخینه در استان‌های همدان، کرمانشاه، کردستان، آذربایجان غربی، ایلام و لرستان محبوبیت دارد. آش ترخینه به صورت‌های مختلفی تهیه می‌شود. وجه مشترک همۀ آن‌ها استفاده از ترخینه است که موادی مانند بلغور گندم، دوغ، ماست، نعنا خشک و ادویه‌جات مختلف دیگری را در خود دارد. علاوه بر این مواد مختلفی مانند تیغ دوراب کوهی، حبوبات نظیر نخود و لوبیا، سبزی آش مانند اسفناج و چغندر، بادمجان سرخ‌شده، پیاز سرخ‌شده و ... را هم می‌توان هنگام تهیۀ آش به‌صورت دلبخواهی به آش اضافه کرد. 

## کارکرد درمانی
ادعا می‌شود که ترخینه به علت برخورداری از آنتی‌بیوتیک‌ها و ویتامین‌ها برای سرماخوردگی و آنفلوانزا در روزهای سرد سال خاصیت درمانی دارد.

## رویدادها
در ۲۰ آبان ۱۴۰۳ جشنوارۀ پخت ترخینه در کرمانشاه به مناسبت سومین سال‌روز پیوستن این شهر به شبکۀ شهرهای خلاق یونسکو در زمینۀ خوراک‌شناسی برگزار شد. در این رویداد ۴۰ شرکت‌کننده که اغلب از زنان کرمانشاهی بودند در دو بخش معلولین و آزاد، اقدام به پخت آش ترخینه کرده و آن را در معرض داوری قرار دادند و در پایان با نظر داوران، سه نفر از بین معلولین و سه نفر در بخش آزاد از سوی داوران برگزیده شدند.

## در ادبیات فارسی
ابواسحاق اطعمه در «فرهنگ دیوان اطعمه» به طنز در مذمت ترخینه/کشکینه می‌نویسد: 
«الکشکینه: گندم پخته‌ای که در آفتاب نهند تا ترش شود و کلاغ‌پیسه چنگکی و چلغوزکی در آن کند و پیاز خام و ساق‌تورگ در آن اندازند و این مصراع بخوانند: گل بود بسبزه نیز آراسته شد. الچرکین: ظرف او، الپریشان: سرپوش او، المندبور: مردکی که این ترکیب را روا داشت که مسلمانان خورند.»